# 360° (Manga)
360° (jap. 360゜マテリアル, 360° Materiaru für 360° Material) ist eine Manga-Serie der japanischen Zeichnerin Tōko Minami. Das Werk ist den Genres Romantik und Shōjo zuzuordnen.

## Inhalt
Durch Zufall rettet Mio Otaka (大高 美桜, Ōtaka Mio) ihren coolen Mitschüler Taki Sunao (滝 直) vor dem einfahrenden Zug, als dieser fast auf die Gleise fällt. Tags darauf kann er sich revanchieren, als Mio fast von einem Auto angefahren wird. Nachdem sie sich auf diese Weise kennengelernt haben, gibt Taki Mio Nachhilfe in Mathematik. Auch dem noch schlechteren Marui Yuuki (丸井 侑輝) will Taki helfen. Mit der Zeit verlieben sich Mio und Taki ineinander. Doch bereitet ihnen bald Takis Nachbarin Akane und seine Exfreundin Probleme.

## Veröffentlichung und Erfolg
Die Serie erschien von 3. Januar 2010 (Ausgabe 2/2010) bis 3. September 2012 (Ausgabe 10/2012) im Magazin Bessatsu Margaret des Verlags Shūeisha in Japan. Dieser brachte die Kapitel auch in acht Sammelbänden heraus. Im Oktober 2013 begann Egmont Manga und Anime eine deutsche Veröffentlichung als 360°, im Dezember 2014 war die Serie komplett erschienen.
Die Bände verkauften sich in Japan jeweils über 100.000 mal.